# Ernst Waldow
Ernst Waldow, de son vrai nom Ernst Hermann Adolf de Wolff (né le 22 août 1893 à Berlin, mort le 5 juin 1964 à Hambourg) est un acteur allemand.

## Biographie
À la fin de sa formation au Königliches Schauspielhaus, il n'obtient pas de diplôme, cependant il refait une formation au Deutsches Theater. Diplômé, il obtient en 1913 son premier engagement au théâtre Lessing. Il joue ensuite dans les théâtres de nombreuses villes allemandes.
Il commence une carrière en 1916 et enchaîne les rôles de figuration. Au cours de sa carrière dans le cinéma muet, il excelle dans une attitude de rectitude exagérée ou de condescendance. Il est tour à tour procureur, avocat, professeur, directeur, voisin sourcilleux ou père anxieux. Il joue ainsi principalement dans des comédies.

## Filmographie sélective
- 1916 : Rübezahls Hochzeit
- 1919 : Malaria
- 1935 : Le Domino vert (Der grüne Domino)
- 1936 : Les Vaincus
- 1936 : Spiel an Bord
- 1936 : Du même titre (Das Hofkonzert)
- 1936 : Boccaccio
- 1936 : Wenn wir alle Engel wären
- 1937 : Le Démon de la danse
- 1937 : Yette la divine
- 1937 : On a tué Sherlock Holmes
- 1937 : Togger
- 1938 : Femmes pour Golden Hill
- 1938 : La Femme au carrefour
- 1939 : Das Ekel
- 1939 : Die kluge Schwiegermutter
- 1939 : Der Stammbaum des Dr. Pistorius
- 1940 : Erreur douloureuse
- 1941 : Blutsbrüderschaft
- 1942 : Dr. Crippen an Bord
- 1942 : Hochzeit auf Bärenhof
- 1942 : Wenn die Sonne wieder scheint
- 1942 : Masque en bleu
- 1943 : Geliebter Schatz
- 1943 : Le Roi du cirque
- 1944 : Der verzauberte Tag
- 1944 : Nora
- 1944 : Das Hochzeitshotel
- 1944 : Frech und verliebt
- 1948 : L'Affaire Blum
- 1950 : La Fiancée de la Forêt-Noire
- 1951 : Professor Nachtfalter
- 1951 : Ma verte bruyère (Grün ist die Heide)
- 1952 : Rosen blühen auf dem Heidegrab
- 1952 : Toxi
- 1952 : Alle kann ich nicht heiraten
- 1952 : Der Weibertausch
- 1952 : Heimatglocken
- 1953 : Maske in Blau
- 1953 : Hokuspokus
- 1954 : Raub der Sabinerinnen
- 1954 : Héros en blanc (Sauerbruch – Das war mein Leben)
- 1954 : Feu d'artifice
- 1955 : Das Forsthaus in Tirol
- 1955 : Der Himmel ist nie ausverkauft
- 1955 : Vatertag (de)
- 1955 : Le Joyeux Vagabond
- 1955 : Rendez-moi justice
- 1956 : Mon mari se marie aujourd'hui (Heute heiratet mein Mann)
- 1956 : La Reine de music-hall
- 1957 : Vater, unser bestes Stück
- 1957 : Un soir à la Scala
- 1957 : Die große Chance
- 1957 : Die fidelen Detektive
- 1957 : Familie Schimek
- 1958 : Ihr 106. Geburtstag
- 1958 : La Muselière (en)
- 1959 : Coup sur coup
- 1959 : Mademoiselle Ange
- 1959 : Der Haustyrann
- 1959 : Peter décroche la timbale
- 1960 : Der letzte Fußgänger (de)
- 1960 : Sabine und die 100 Männer de Wilhelm Thiele
- 1960 : Quand les fantômes s'amusent (Das Spukschloß im Spessart) de Kurt Hoffmann
- 1962 : Schneewittchen und die sieben Gaukler

## Source de la traduction
- (de) Cet article est partiellement ou en totalité issu de l’article de Wikipédia en allemand intitulé « Ernst Waldow » (voir la liste des auteurs).